# WTA Tour 2017
Il WTA Tour 2017 è un insieme di tornei femminili di tennis organizzati dalla Women's Tennis Association (WTA). Include i tornei del Grande Slam (organizzati in collaborazione con la International Tennis Federation), i Tornei WTA Premier, i Tornei WTA International, la Fed Cup (organizzata dall'ITF), il WTA Elite Trophy e il WTA Finals.

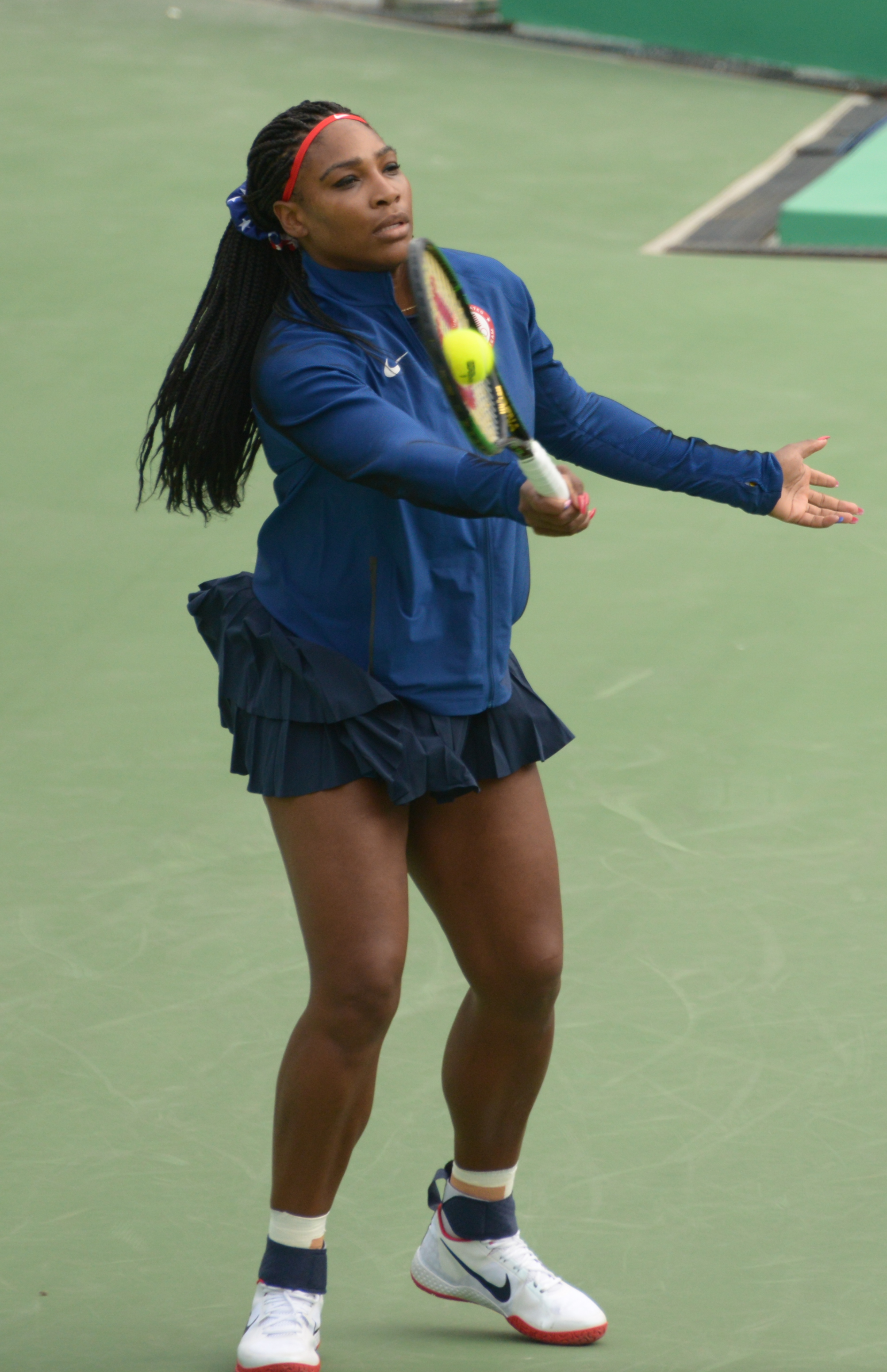
Serena Williams è la vincitrice dell'Australian Open

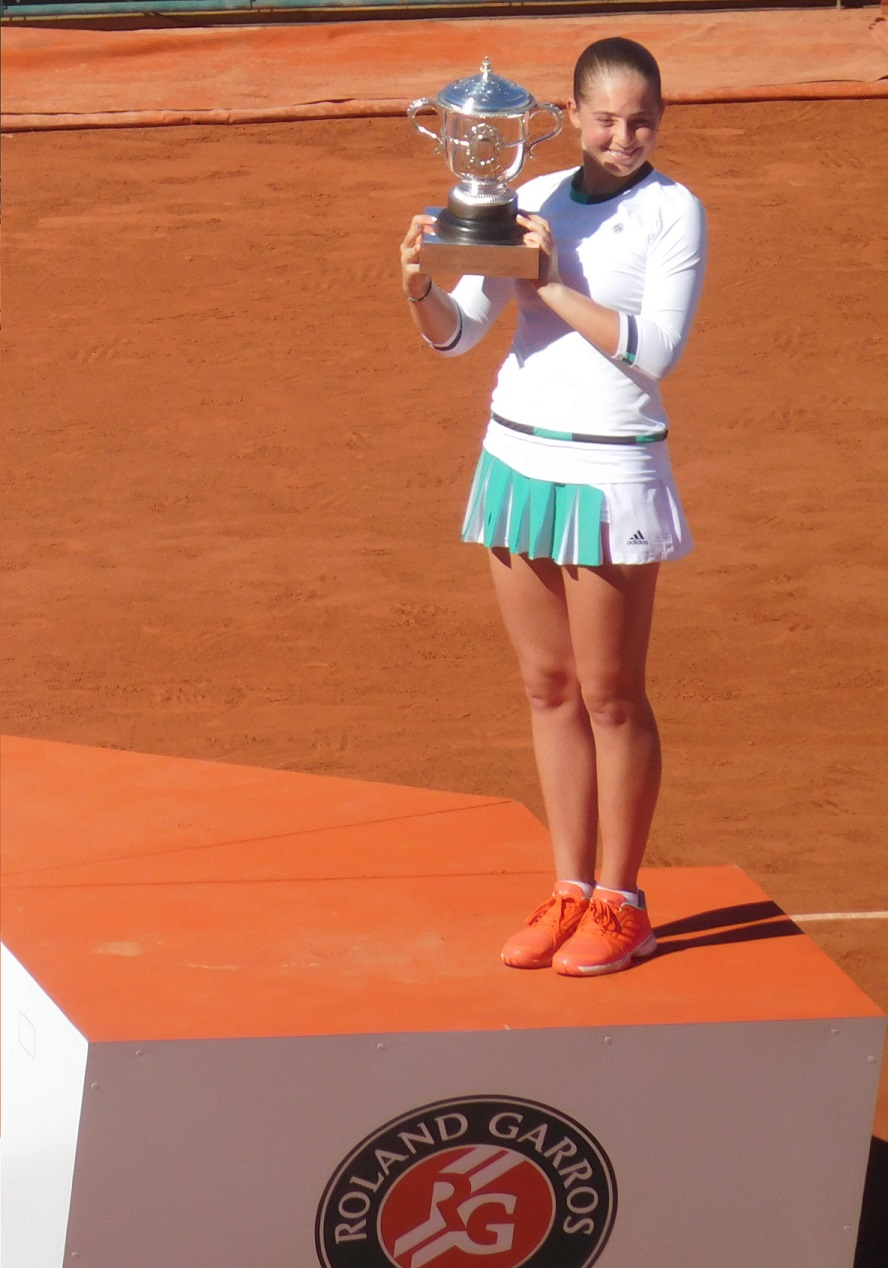
Jeļena Ostapenko è la vincitrice dell'Open di Francia

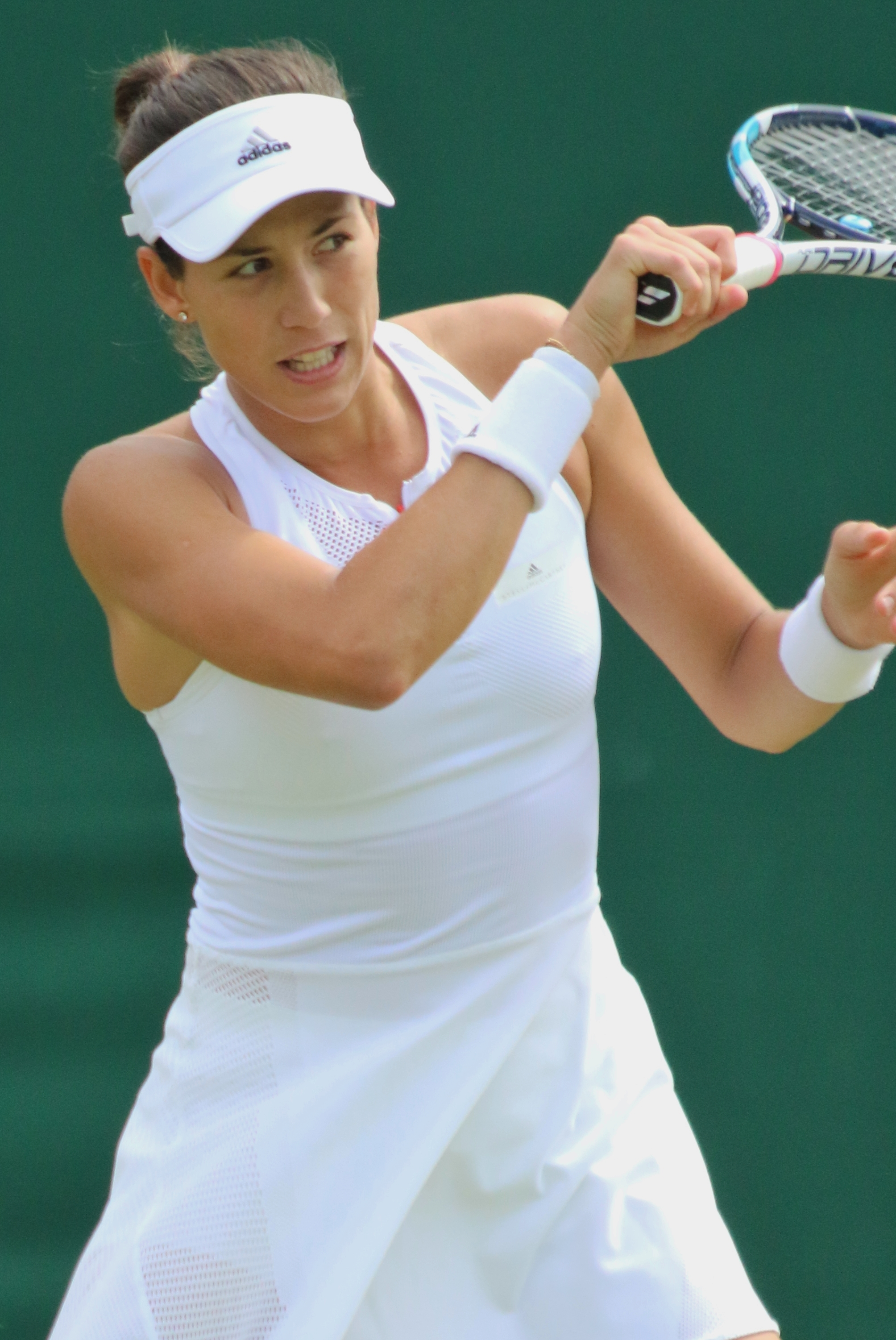
Garbiñe Muguruza è la vincitrice del Torneo di Wimbledon

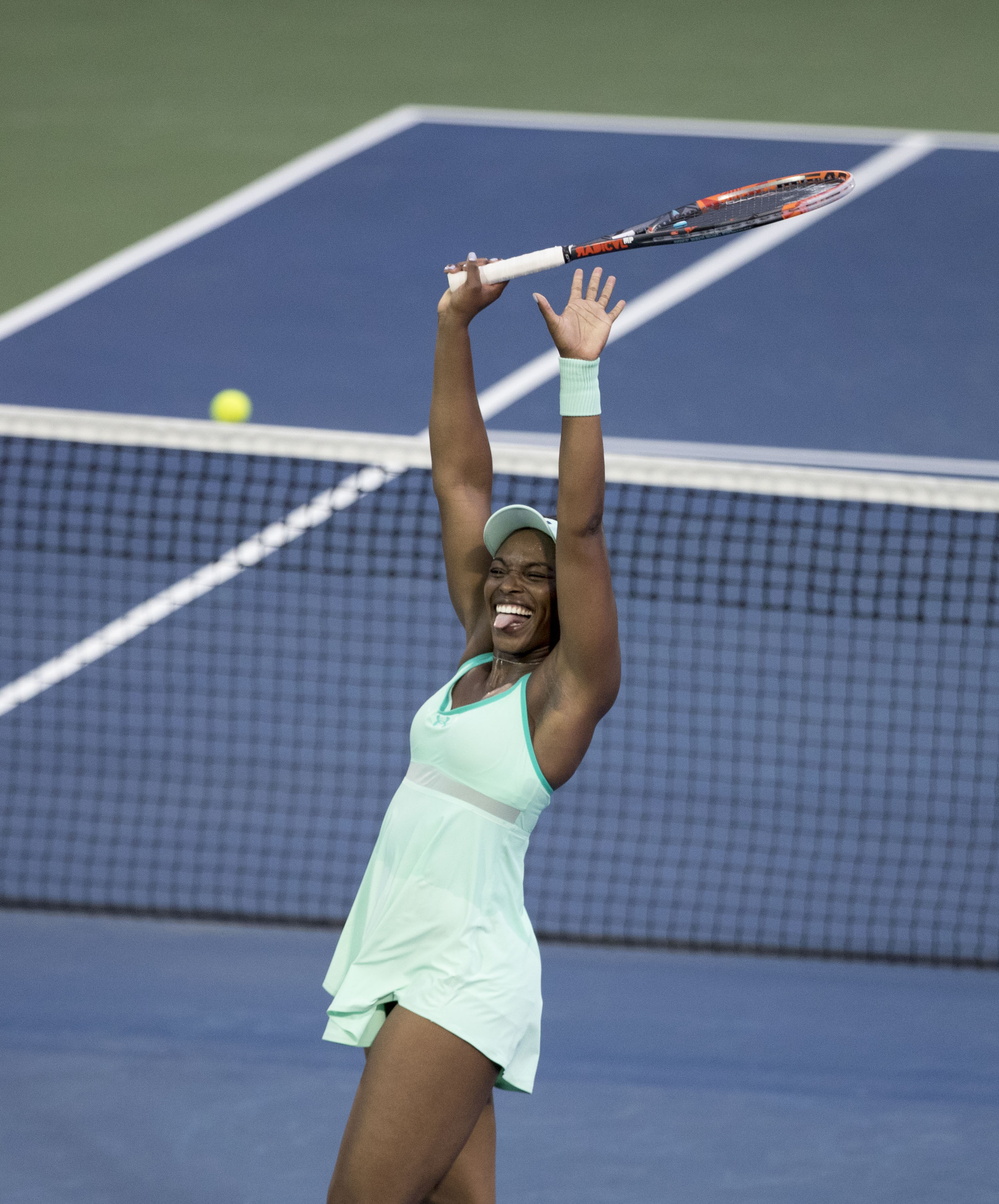
Sloane Stephens è la vincitrice dell'US Open

## Calendario
Questo è il calendario completo degli eventi del 2017, con i risultati in progressione dai quarti di finale.
Legenda
| Grande Slam           |
| WTA Finals            |
| WTA Elite Trophy      |
| WTA Premier Mandatory |
| WTA Premier 5         |
| Olimpiade             |
| WTA Premier           |
| WTA International     |
| Torneo a squadre      |

### Gennaio
| Settimana             | Torneo | Campionesse                                           | Finaliste                         | Semifinaliste                                        | Eliminate ai quarti                                                        |
| --------------------- | --- | ----------------------------------------------------- | --------------------------------- | ---------------------------------------------------- | -------------------------------------------------------------------------- |
| 2 gennaio             | Hopman Cup 2017 Perth, Australia Hopman Cup 1 000 000 $- Cemento - 8 teams (RR)                                                    | Francia 2-1                                           | Stati Uniti                       | Round Robin (Gruppo A) Svizzera Germania Regno Unito | Round Robin (Gruppo B) Spagna Rep. Ceca Australia                          |
| 2 gennaio             | Brisbane International 2017 Brisbane, Australia WTA Premier 1 000 000 $ - Cemento - 30S/32Q/16D Singolare - Doppio                 | Karolína Plíšková 6-0, 6-3                            | Alizé Cornet                      | Elina Svitolina Garbiñe Muguruza                     | Angelique Kerber Roberta Vinci Svetlana Kuznetsova Dominika Cibulková      |
| 2 gennaio             | Brisbane International 2017 Brisbane, Australia WTA Premier 1 000 000 $ - Cemento - 30S/32Q/16D Singolare - Doppio                 | Bethanie Mattek-Sands Sania Mirza 6-2, 6-3            | Ekaterina Makarova Elena Vesnina  | Elina Svitolina Garbiñe Muguruza                     | Angelique Kerber Roberta Vinci Svetlana Kuznetsova Dominika Cibulková      |
| 2 gennaio             | Shenzhen Open 2017 Shenzhen, Cina WTA International 750 000 $ - Cemento - 32S/16Q/16D Singolare - Doppio                           | Kateřina Siniaková 6-3, 6-4                           | Alison Riske                      | Camila Giorgi Johanna Konta                          | Agnieszka Radwańska Qiang Wang Kristýna Plíšková Nina Stojanović           |
| 2 gennaio             | Shenzhen Open 2017 Shenzhen, Cina WTA International 750 000 $ - Cemento - 32S/16Q/16D Singolare - Doppio                           | Andrea Hlaváčková Peng Shuai 6-1, 7-5                 | Raluca Olaru Olga Savchuk         | Camila Giorgi Johanna Konta                          | Agnieszka Radwańska Qiang Wang Kristýna Plíšková Nina Stojanović           |
| 2 gennaio             | ASB Classic 2017 Auckland, Nuova Zelanda WTA International 250 000 $ - Cemento - 32S/32Q/16D Singolare - Doppio                    | Lauren Davis 6-3, 6-1                                 | Ana Konjuh                        | Jeļena Ostapenko Julia Görges                        | Madison Brengle Barbora Strýcová Caroline Wozniacki Naomi Ōsaka            |
| 2 gennaio             | ASB Classic 2017 Auckland, Nuova Zelanda WTA International 250 000 $ - Cemento - 32S/32Q/16D Singolare - Doppio                    | Kiki Bertens Johanna Larsson 6-2, 6-2                 | Demi Schuurs Renata Voráčová      | Jeļena Ostapenko Julia Görges                        | Madison Brengle Barbora Strýcová Caroline Wozniacki Naomi Ōsaka            |
| 9 gennaio             | Apia International Sydney 2017 Sydney, Australia WTA Premier 776 000 $ - Cemento - 30S/32Q/16D Singolare - Doppio                  | Johanna Konta 6-4, 6-2                                | Agnieszka Radwańska               | Eugenie Bouchard Barbora Strýcová                    | Dar'ja Kasatkina Anastasija Pavljučenkova Caroline Wozniacki Duan Yingying |
| 9 gennaio             | Apia International Sydney 2017 Sydney, Australia WTA Premier 776 000 $ - Cemento - 30S/32Q/16D Singolare - Doppio                  | Tímea Babos Anastasija Pavljučenkova 6-4, 6-4         | Sania Mirza Barbora Strýcová      | Eugenie Bouchard Barbora Strýcová                    | Dar'ja Kasatkina Anastasija Pavljučenkova Caroline Wozniacki Duan Yingying |
| 9 gennaio             | Hobart International 2017 Hobart, Australia WTA International 250 000 $ - Cemento - 32S/32Q/16D Singolare - Doppio                 | Elise Mertens 6-3, 6-1                                | Monica Niculescu                  | Jana Fett Lesja Curenko                              | Kiki Bertens Verónica Cepede Royg Risa Ozaki Shelby Rogers                 |
| 9 gennaio             | Hobart International 2017 Hobart, Australia WTA International 250 000 $ - Cemento - 32S/32Q/16D Singolare - Doppio                 | Raluca Olaru Olga Savchuk 0-6, 6-4, [10-5]            | Gabriela Dabrowski Yang Zhaoxuan  | Jana Fett Lesja Curenko                              | Kiki Bertens Verónica Cepede Royg Risa Ozaki Shelby Rogers                 |
| 16 gennaio 23 gennaio | Australian Open 2017 Melbourne, Australia Grande Slam 14 835 728 A$ - Cemento - 128S/96Q/64D/32X Singolare - Doppio - Doppio misto | Serena Williams 6-4, 6-4                              | Venus Williams                    | Coco Vandeweghe Mirjana Lučić-Baroni                 | Garbiñe Muguruza Anastasija Pavljučenkova Karolína Plíšková Johanna Konta  |
| 16 gennaio 23 gennaio | Australian Open 2017 Melbourne, Australia Grande Slam 14 835 728 A$ - Cemento - 128S/96Q/64D/32X Singolare - Doppio - Doppio misto | Bethanie Mattek-Sands Lucie Šafářová 6(4)–7, 6-3, 6-3 | Andrea Hlaváčková Peng Shuai      | Coco Vandeweghe Mirjana Lučić-Baroni                 | Garbiñe Muguruza Anastasija Pavljučenkova Karolína Plíšková Johanna Konta  |
| 16 gennaio 23 gennaio | Australian Open 2017 Melbourne, Australia Grande Slam 14 835 728 A$ - Cemento - 128S/96Q/64D/32X Singolare - Doppio - Doppio misto | Abigail Spears Juan Sebastián Cabal 6-2, 6-4          | Sania Mirza Ivan Dodig            | Coco Vandeweghe Mirjana Lučić-Baroni                 | Garbiñe Muguruza Anastasija Pavljučenkova Karolína Plíšková Johanna Konta  |
| 30 gennaio            | St. Petersburg Ladies Trophy 2017 San Pietroburgo, Russia WTA Premier 776 000 $ - Cemento - 28S/32Q/16D Singolare - Doppio         | Kristina Mladenovic 6-2, 6(3)–7, 6-4                  | Yulia Putintseva                  | Natalia Vikhlyantseva Dominika Cibulková             | Simona Halep Roberta Vinci Svetlana Kuznetsova Elena Vesnina               |
| 30 gennaio            | St. Petersburg Ladies Trophy 2017 San Pietroburgo, Russia WTA Premier 776 000 $ - Cemento - 28S/32Q/16D Singolare - Doppio         | Jeļena Ostapenko Alicja Rosolska 3-6, 6-2, [10-5]     | Darija Jurak Xenia Knoll          | Natalia Vikhlyantseva Dominika Cibulková             | Simona Halep Roberta Vinci Svetlana Kuznetsova Elena Vesnina               |
| 30 gennaio            | Taiwan Open 2017 Taipei, Taiwan WTA International 250 000 $ - Cemento - 32S/24Q/16D Singolare - Doppio                             | Elina Svitolina 6-3, 6-2                              | Peng Shuai                        | Mandy Minella Lucie Šafářová                         | Ons Jabeur Zhu Lin Misaki Doi Samantha Stosur                              |
| 30 gennaio            | Taiwan Open 2017 Taipei, Taiwan WTA International 250 000 $ - Cemento - 32S/24Q/16D Singolare - Doppio                             | Chan Hao-ching Chan Yung-jan 6-4, 6-2                 | Lucie Hradecká Kateřina Siniaková | Mandy Minella Lucie Šafářová                         | Ons Jabeur Zhu Lin Misaki Doi Samantha Stosur                              |

### Febbraio
| Settimana   | Torneo | Campionesse                                                                          | Finaliste                                                     | Semifinaliste                         | Eliminate ai quarti                                              |
| ----------- | --- | ------------------------------------------------------------------------------------ | ------------------------------------------------------------- | ------------------------------------- | ---------------------------------------------------------------- |
| 6 febbraio  | Fed Cup 2017 Quarti di finale Ostrava, Repubblica Ceca - cemento (i) Maui, Stati Uniti - cemento Minsk, Bielorussia - cemento (i) Ginevra, Svizzera - cemento (i) | Vincenti quarti di finale Rep. Ceca 3-2 Stati Uniti 4-0 Bielorussia 4-1 Svizzera 4-1 | Perdenti quarti di finale Spagna Germania Paesi Bassi Francia |                                       |                                                                  |
| 13 febbraio | Qatar Total Open 2017 Doha, Qatar WTA Premier 776 000 $ - Cemento - 28S/32Q/16D Singolare - Doppio                                                                | Karolína Plíšková 6-3, 6-4                                                           | Caroline Wozniacki                                            | Mónica Puig Dominika Cibulková        | Daria Kasatkina Lauren Davis Samantha Stosur Shuai Zhang         |
| 13 febbraio | Qatar Total Open 2017 Doha, Qatar WTA Premier 776 000 $ - Cemento - 28S/32Q/16D Singolare - Doppio                                                                | Abigail Spears Katarina Srebotnik 6-3, 7–6(7)                                        | Olga Savchuk Yaroslava Shvedova                               | Mónica Puig Dominika Cibulková        | Daria Kasatkina Lauren Davis Samantha Stosur Shuai Zhang         |
| 20 febbraio | Dubai Tennis Championships 2017 Dubai, Emirati Arabi WTA Premier 5 2 666 000 $ - Cemento - 56S/32Q/16D Singolare - Doppio                                         | Elina Svitolina 6-4, 6-2                                                             | Caroline Wozniacki                                            | Angelique Kerber Anastasija Sevastova | Ana Konjuh Lauren Davis Catherine Bellis Qiang Wang              |
| 20 febbraio | Dubai Tennis Championships 2017 Dubai, Emirati Arabi WTA Premier 5 2 666 000 $ - Cemento - 56S/32Q/16D Singolare - Doppio                                         | Ekaterina Makarova Elena Vesnina 6-2, 4-6, [10-7]                                    | Andrea Hlaváčková Peng Shuai                                  | Angelique Kerber Anastasija Sevastova | Ana Konjuh Lauren Davis Catherine Bellis Qiang Wang              |
| 20 febbraio | Hungarian Ladies Open 2017 Budapest, Ungheria WTA International 250 000 $ - Cemento indoor - 32S/24Q/16D Singolare - Doppio                                       | Tímea Babos 6(4)–7, 6-4, 6-3                                                         | Lucie Šafářová                                                | Julia Görges Carina Witthöft          | Océane Dodin Yanina Wickmayer Annika Beck Aljaksandra Sasnovič   |
| 20 febbraio | Hungarian Ladies Open 2017 Budapest, Ungheria WTA International 250 000 $ - Cemento indoor - 32S/24Q/16D Singolare - Doppio                                       | Hsieh Su-wei Oksana Kalašnikova 6-3, 4-6, [10-4]                                     | Arina Rodionova Galina Voskoboeva                             | Julia Görges Carina Witthöft          | Océane Dodin Yanina Wickmayer Annika Beck Aljaksandra Sasnovič   |
| 27 febbraio | Abierto Mexicano de Tenis 2017 Acapulco, Messico WTA International 250 000 $ - Cemento - 32S/24Q/16D Singolare - Doppio                                           | Lesja Curenko 6-1, 7-5                                                               | Kristina Mladenovic                                           | Mirjana Lučić-Baroni Christina McHale | Pauline Parmentier Jeļena Ostapenko Mónica Puig Kirsten Flipkens |
| 27 febbraio | Abierto Mexicano de Tenis 2017 Acapulco, Messico WTA International 250 000 $ - Cemento - 32S/24Q/16D Singolare - Doppio                                           | Darija Jurak Anastasija Rodionova 6-3, 6-2                                           | Verónica Cepede Royg Mariana Duque Mariño                     | Mirjana Lučić-Baroni Christina McHale | Pauline Parmentier Jeļena Ostapenko Mónica Puig Kirsten Flipkens |
| 27 febbraio | Alya WTA Malaysian Open 2017 Kuala Lumpur, Malaysia WTA International 250 000 $ - Cemento - 32S/24Q/16D Singolare - Doppio                                        | Ashleigh Barty 6-3, 6-2                                                              | Nao Hibino                                                    | Magda Linette Han Xinyun              | Lesley Kerkhove Duan Yingying Wang Qiang Zhang Kailin            |
| 27 febbraio | Alya WTA Malaysian Open 2017 Kuala Lumpur, Malaysia WTA International 250 000 $ - Cemento - 32S/24Q/16D Singolare - Doppio                                        | Ashleigh Barty Casey Dellacqua 7–6(3), 6-3                                           | Nicole Melichar Makoto Ninomiya                               | Magda Linette Han Xinyun              | Lesley Kerkhove Duan Yingying Wang Qiang Zhang Kailin            |

### Marzo
| Settimana         | Torneo | Campionesse                              | Finaliste                         | Semifinaliste                         | Eliminate ai quarti                                                         |
| ----------------- | --- | ---------------------------------------- | --------------------------------- | ------------------------------------- | --------------------------------------------------------------------------- |
| 6 marzo 13 marzo  | Indian Wells Open 2017 Indian Wells, Stati Uniti WTA Premier Mandatory 7 669 423 $ - Cemento - 96S/48Q/32D Singolare - Doppio | Elena Vesnina 6(6)–7, 7-5, 6-4           | Svetlana Kuznetsova               | Karolína Plíšková Kristina Mladenovic | Garbiñe Muguruza Anastasija Pavljučenkova Caroline Wozniacki Venus Williams |
| 6 marzo 13 marzo  | Indian Wells Open 2017 Indian Wells, Stati Uniti WTA Premier Mandatory 7 669 423 $ - Cemento - 96S/48Q/32D Singolare - Doppio | Chan Yung-jan Martina Hingis 7–6(4), 6-2 | Lucie Hradecká Kateřina Siniaková | Karolína Plíšková Kristina Mladenovic | Garbiñe Muguruza Anastasija Pavljučenkova Caroline Wozniacki Venus Williams |
| 20 marzo 27 marzo | Miami Open 2017 Miami, Stati Uniti WTA Premier Mandatory 7 669 423 $ - Cemento - 96S/48Q/32D Singolare - Doppio               | Johanna Konta 6-4, 6-3                   | Caroline Wozniacki                | Venus Williams Karolína Plíšková      | Angelique Kerber Simona Halep Lucie Šafářová Mirjana Lučić-Baroni           |
| 20 marzo 27 marzo | Miami Open 2017 Miami, Stati Uniti WTA Premier Mandatory 7 669 423 $ - Cemento - 96S/48Q/32D Singolare - Doppio               | Gabriela Dabrowski Xu Yifan 6-4, 6-3     | Sania Mirza Barbora Strýcová      | Venus Williams Karolína Plíšková      | Angelique Kerber Simona Halep Lucie Šafářová Mirjana Lučić-Baroni           |

### Aprile
| Settimana | Torneo | Campionesse                                           | Finaliste                              | Semifinaliste                         | Eliminate ai quarti                                                         |
| --------- | --- | ----------------------------------------------------- | -------------------------------------- | ------------------------------------- | --------------------------------------------------------------------------- |
| 3 aprile  | Volvo Car Open 2017 Charleston, Stati Uniti WTA Premier 776 000 $ - Terra verde - 56S/32Q/16D Singolare - Doppio               | Daria Kasatkina 6-3, 6-1                              | Jeļena Ostapenko                       | Mirjana Lučić-Baroni Laura Siegemund  | Shelby Rogers Caroline Wozniacki Anastasija Sevastova Irina-Camelia Begu    |
| 3 aprile  | Volvo Car Open 2017 Charleston, Stati Uniti WTA Premier 776 000 $ - Terra verde - 56S/32Q/16D Singolare - Doppio               | Bethanie Mattek-Sands Lucie Šafářová 6-1, 4-6, [10-7] | Lucie Hradecká Kateřina Siniaková      | Mirjana Lučić-Baroni Laura Siegemund  | Shelby Rogers Caroline Wozniacki Anastasija Sevastova Irina-Camelia Begu    |
| 3 aprile  | Monterrey Open 2017 Monterrey, Messico WTA International 250 000 $ - Cemento - 32S/32Q/16D Singolare - Doppio                  | Anastasija Pavljučenkova 6-4, 2-6, 6-1                | Angelique Kerber                       | Carla Suárez Navarro Caroline Garcia  | Heather Watson Alizé Cornet Julia Boserup Tímea Babos                       |
| 3 aprile  | Monterrey Open 2017 Monterrey, Messico WTA International 250 000 $ - Cemento - 32S/32Q/16D Singolare - Doppio                  | Nao Hibino Alicja Rosolska 6-2, 7–6(4)                | Dalila Jakupovič Nadežda Kičenok       | Carla Suárez Navarro Caroline Garcia  | Heather Watson Alizé Cornet Julia Boserup Tímea Babos                       |
| 10 aprile | Ladies Open Biel Bienne 2017 Bienne, Svizzera WTA International 250 000 $ - Cemento indoor - 32S/32Q/16D Singolare - Doppio    | Markéta Vondroušová 6-4, 7–6(6)                       | Anett Kontaveit                        | Barbora Strýcová Aljaksandra Sasnovič | Julia Görges Kristýna Plíšková Elise Mertens Camila Giorgi                  |
| 10 aprile | Ladies Open Biel Bienne 2017 Bienne, Svizzera WTA International 250 000 $ - Cemento indoor - 32S/32Q/16D Singolare - Doppio    | Hsieh Su-wei Monica Niculescu 5-7, 6-3, [10-7]        | Timea Bacsinszky Martina Hingis        | Barbora Strýcová Aljaksandra Sasnovič | Julia Görges Kristýna Plíšková Elise Mertens Camila Giorgi                  |
| 10 aprile | Claro Open Colsanitas 2017 Bogotà, Colombia WTA International 250 000 $ - Terra rossa - 32S/24Q/16D Singolare - Doppio         | Francesca Schiavone 6-4, 7-5                          | Lara Arruabarrena                      | Johanna Larsson Sara Sorribes Tormo   | Kiki Bertens Sara Errani Aleksandra Krunić Magda Linette                    |
| 10 aprile | Claro Open Colsanitas 2017 Bogotà, Colombia WTA International 250 000 $ - Terra rossa - 32S/24Q/16D Singolare - Doppio         | Beatriz Haddad Maia Nadia Podoroska 6-3, 7–6(4)       | Verónica Cepede Royg Magda Linette     | Johanna Larsson Sara Sorribes Tormo   | Kiki Bertens Sara Errani Aleksandra Krunić Magda Linette                    |
| 17 aprile | Fed Cup 2017 Semifinali Wesley Chapel, Stati Uniti - Terra verde Minsk, Bielorussia - cemento (i)                              | Vincenti Semifinali Stati Uniti 3-2 Bielorussia 3-2   | Perdenti Semifinali Rep. Ceca Svizzera |                                       |                                                                             |
| 24 aprile | Porsche Tennis Grand Prix 2017 Stoccarda, Germania WTA Premier 776 000 $ - Terra rossa indoor - 28S/32Q/16D Singolare - Doppio | Laura Siegemund 6-1, 2-6, 7–6(5)                      | Kristina Mladenovic                    | Marija Šarapova Simona Halep          | Carla Suárez Navarro Anett Kontaveit Anastasija Sevastova Karolína Plíšková |
| 24 aprile | Porsche Tennis Grand Prix 2017 Stoccarda, Germania WTA Premier 776 000 $ - Terra rossa indoor - 28S/32Q/16D Singolare - Doppio | Raquel Atawo Jeļena Ostapenko 6-4, 6-4                | Abigail Spears Katarina Srebotnik      | Marija Šarapova Simona Halep          | Carla Suárez Navarro Anett Kontaveit Anastasija Sevastova Karolína Plíšková |
| 24 aprile | Istanbul Cup 2017 Istanbul, Turchia WTA International 250 000 $ - Terra rossa - 32S/24Q/16D Singolare - Doppio                 | Elina Svitolina 6-2, 6-4                              | Elise Mertens                          | Jana Čepelová Irina-Camelia Begu      | Sorana Cîrstea Dayana Yastremska Başak Eraydın Çağla Büyükakçay             |
| 24 aprile | Istanbul Cup 2017 Istanbul, Turchia WTA International 250 000 $ - Terra rossa - 32S/24Q/16D Singolare - Doppio                 | Dalila Jakupovič Nadia Kichenok 7–6(6), 6-2           | Nicole Melichar Elise Mertens          | Jana Čepelová Irina-Camelia Begu      | Sorana Cîrstea Dayana Yastremska Başak Eraydın Çağla Büyükakçay             |

### Maggio
| Settimana          | Torneo | Campionesse                                        | Finaliste                         | Semifinaliste                            | Eliminate ai quarti                                                    |
| ------------------ | --- | -------------------------------------------------- | --------------------------------- | ---------------------------------------- | ---------------------------------------------------------------------- |
| 1º maggio          | J&T Banka Prague Open 2017 Praga, Repubblica Ceca WTA International 250 000 $ - Terra rossa - 32S/32Q/16D Singolare - Doppio            | Mona Barthel 2-6, 7-5, 6-2                         | Kristýna Plíšková                 | Barbora Strýcová Jeļena Ostapenko        | Camila Giorgi Kateřina Siniaková Beatriz Haddad Maia Ana Konjuh        |
| 1º maggio          | J&T Banka Prague Open 2017 Praga, Repubblica Ceca WTA International 250 000 $ - Terra rossa - 32S/32Q/16D Singolare - Doppio            | Anna-Lena Grönefeld Květa Peschke 6-4, 7–6(3)      | Lucie Hradecká Kateřina Siniaková | Barbora Strýcová Jeļena Ostapenko        | Camila Giorgi Kateřina Siniaková Beatriz Haddad Maia Ana Konjuh        |
| 1º maggio          | Grand Prix SAR La Princesse Lalla Meryem 2017 Rabat, Marocco WTA International 250 000 $ - Terra rossa - 32S/32Q/16D Singolare - Doppio | Anastasija Pavljučenkova 7-5, 7-5                  | Francesca Schiavone               | Sara Errani Varvara Lepchenko            | Lauren Davis Daria Gavrilova Tatjana Maria Catherine Bellis            |
| 1º maggio          | Grand Prix SAR La Princesse Lalla Meryem 2017 Rabat, Marocco WTA International 250 000 $ - Terra rossa - 32S/32Q/16D Singolare - Doppio | Tímea Babos Andrea Hlaváčková 2-6, 6-3, [10-5]     | Nina Stojanović Maryna Zanevska   | Sara Errani Varvara Lepchenko            | Lauren Davis Daria Gavrilova Tatjana Maria Catherine Bellis            |
| 8 maggio           | Mutua Madrid Open 2017 Madrid, Spagna WTA Premier Mandatory 5 924 318 € - Terra rossa - 64S/32Q/28D Singolare - Doppio                  | Simona Halep 7-5, 6(5)–7, 6-2                      | Kristina Mladenovic               | Svetlana Kuznetsova Anastasija Sevastova | Eugenie Bouchard Sorana Cîrstea Coco Vandeweghe Kiki Bertens           |
| 8 maggio           | Mutua Madrid Open 2017 Madrid, Spagna WTA Premier Mandatory 5 924 318 € - Terra rossa - 64S/32Q/28D Singolare - Doppio                  | Chan Yung-jan Martina Hingis 6-4, 6-3              | Tímea Babos Andrea Hlaváčková     | Svetlana Kuznetsova Anastasija Sevastova | Eugenie Bouchard Sorana Cîrstea Coco Vandeweghe Kiki Bertens           |
| 15 maggio          | Internazionali d'Italia 2017 Roma, Italia WTA Premier 5 $3 076 495 - Terra rossa - 56S/32Q/28D Singolare - Doppio                       | Elina Svitolina 4-6, 7-5, 6-1                      | Simona Halep                      | Kiki Bertens Garbiñe Muguruza            | Anett Kontaveit Daria Gavrilova Venus Williams Karolína Plíšková       |
| 15 maggio          | Internazionali d'Italia 2017 Roma, Italia WTA Premier 5 $3 076 495 - Terra rossa - 56S/32Q/28D Singolare - Doppio                       | Chan Yung-jan Martina Hingis 7-5, 7–6(4)           | Ekaterina Makarova Elena Vesnina  | Kiki Bertens Garbiñe Muguruza            | Anett Kontaveit Daria Gavrilova Venus Williams Karolína Plíšková       |
| 22 maggio          | Nürnberger Versicherungscup 2017 Norimberga, Germania WTA International 250 000 $ - Terra rossa - 32S/24Q/16D Singolare - Doppio        | Kiki Bertens 6-2, 6-1                              | Barbora Krejčíková                | Misaki Doi Sorana Cîrstea                | Alison Riske Yaroslava Shvedova Carina Witthöft Yulia Putintseva       |
| 22 maggio          | Nürnberger Versicherungscup 2017 Norimberga, Germania WTA International 250 000 $ - Terra rossa - 32S/24Q/16D Singolare - Doppio        | Nicole Melichar Anna Smith 3-6, 6-3, [11-9]        | Kirsten Flipkens Johanna Larsson  | Misaki Doi Sorana Cîrstea                | Alison Riske Yaroslava Shvedova Carina Witthöft Yulia Putintseva       |
| 22 maggio          | Internationaux de Strasbourg 2017 Strasburgo, Francia WTA International 250 000 $ - Terra rossa - 32S/24Q/16D Singolare - Doppio        | Samantha Stosur 5-7, 6-4, 6-3                      | Daria Gavrilova                   | Peng Shuai Caroline Garcia               | Shelby Rogers Carla Suárez Navarro Kristýna Plíšková Ashleigh Barty    |
| 22 maggio          | Internationaux de Strasbourg 2017 Strasburgo, Francia WTA International 250 000 $ - Terra rossa - 32S/24Q/16D Singolare - Doppio        | Ashleigh Barty Casey Dellacqua 6-4, 6-2            | Chan Hao-ching Chan Yung-jan      | Peng Shuai Caroline Garcia               | Shelby Rogers Carla Suárez Navarro Kristýna Plíšková Ashleigh Barty    |
| 28 maggio 5 giugno | Open di Francia 2017 Parigi, Francia Grande Slam 14 712 000 $ - Terra rossa 128S/96Q/64D/32X Singolare - Doppio - Doppio misto          | Jeļena Ostapenko 4-6, 6-4, 6-3                     | Simona Halep                      | Timea Bacsinszky Karolína Plíšková       | Caroline Wozniacki Kristina Mladenovic Elina Svitolina Caroline Garcia |
| 28 maggio 5 giugno | Open di Francia 2017 Parigi, Francia Grande Slam 14 712 000 $ - Terra rossa 128S/96Q/64D/32X Singolare - Doppio - Doppio misto          | Bethanie Mattek-Sands Lucie Šafářová 6-2, 6-1      | Ashleigh Barty Casey Dellacqua    | Timea Bacsinszky Karolína Plíšková       | Caroline Wozniacki Kristina Mladenovic Elina Svitolina Caroline Garcia |
| 28 maggio 5 giugno | Open di Francia 2017 Parigi, Francia Grande Slam 14 712 000 $ - Terra rossa 128S/96Q/64D/32X Singolare - Doppio - Doppio misto          | Gabriela Dabrowski Rohan Bopanna 2-6, 6-2, [12-10] | Anna-Lena Grönefeld Robert Farah  | Timea Bacsinszky Karolína Plíšková       | Caroline Wozniacki Kristina Mladenovic Elina Svitolina Caroline Garcia |

### Giugno
| Settimana | Torneo | Campionesse                                          | Finaliste                            | Semifinaliste                       | Eliminate ai quarti                                                |
| --------- | --- | ---------------------------------------------------- | ------------------------------------ | ----------------------------------- | ------------------------------------------------------------------ |
| 12 giugno | Aegon Open Nottingham 2017 Nottingham, Gran Bretagna WTA International 250 000 $ - Erba - 32S/24Q/16D Singolare - Doppio | Donna Vekić 2-6, 7–6(3), 7-5                         | Johanna Konta                        | Magdaléna Rybáriková Lucie Šafářová | Ashleigh Barty Kristie Ahn Cvetana Pironkova Maria Sakkarī         |
| 12 giugno | Aegon Open Nottingham 2017 Nottingham, Gran Bretagna WTA International 250 000 $ - Erba - 32S/24Q/16D Singolare - Doppio | Monique Adamczak Storm Sanders 6-4, 4-6, [10-4]      | Jocelyn Rae Laura Robson             | Magdaléna Rybáriková Lucie Šafářová | Ashleigh Barty Kristie Ahn Cvetana Pironkova Maria Sakkarī         |
| 12 giugno | Ricoh Open 2017 's-Hertogenbosch, Paesi Bassi WTA International 250 000 $ - Erba - 32S/24Q/16D Singolare - Doppio        | Anett Kontaveit 6-2, 6-3                             | Natalia Vikhlyantseva                | Ana Konjuh Lesia Tsurenko           | Evgeniya Rodina Arantxa Rus Carina Witthöft Kristina Mladenovic    |
| 12 giugno | Ricoh Open 2017 's-Hertogenbosch, Paesi Bassi WTA International 250 000 $ - Erba - 32S/24Q/16D Singolare - Doppio        | Dominika Cibulková Kirsten Flipkens 4-6, 6-4, [10-6] | Kiki Bertens Demi Schuurs            | Ana Konjuh Lesia Tsurenko           | Evgeniya Rodina Arantxa Rus Carina Witthöft Kristina Mladenovic    |
| 19 giugno | AEGON Classic 2017 Birmingham, Gran Bretagna WTA Premier 885 040 $ - Erba - 32S/32Q/16D Singolare - Doppio               | Petra Kvitová 4-6, 6-3, 6-2                          | Ashleigh Barty                       | Lucie Šafářová Garbiñe Muguruza     | Daria Gavrilova Kristina Mladenovic Coco Vandeweghe Camila Giorgi  |
| 19 giugno | AEGON Classic 2017 Birmingham, Gran Bretagna WTA Premier 885 040 $ - Erba - 32S/32Q/16D Singolare - Doppio               | Ashleigh Barty Casey Dellacqua 6-1, 2-6, [10-8]      | Chan Hao-ching Zhang Shuai           | Lucie Šafářová Garbiñe Muguruza     | Daria Gavrilova Kristina Mladenovic Coco Vandeweghe Camila Giorgi  |
| 19 giugno | Mallorca Open 2017 Maiorca, Spagna WTA International 250 000 $ - Erba - 32S/24Q/16D Singolare - Doppio                   | Anastasija Sevastova 6-4, 3-6, 6-3                   | Julia Görges                         | Catherine Bellis Caroline Garcia    | Sabine Lisicki Kristýna Plíšková Roberta Vinci Ana Konjuh          |
| 19 giugno | Mallorca Open 2017 Maiorca, Spagna WTA International 250 000 $ - Erba - 32S/24Q/16D Singolare - Doppio                   | Chan Yung-jan Martina Hingis Walkover                | Jelena Janković Anastasija Sevastova | Catherine Bellis Caroline Garcia    | Sabine Lisicki Kristýna Plíšková Roberta Vinci Ana Konjuh          |
| 26 giugno | AEGON International 2017 Eastbourne, Gran Bretagna WTA Premier 819 000 $ - Erba - 48S/24Q/16D Singolare - Doppio         | Karolína Plíšková 6-4, 6-4                           | Caroline Wozniacki                   | Johanna Konta Heather Watson        | Angelique Kerber Svetlana Kuznetsova Barbora Strýcová Simona Halep |
| 26 giugno | AEGON International 2017 Eastbourne, Gran Bretagna WTA Premier 819 000 $ - Erba - 48S/24Q/16D Singolare - Doppio         | Chan Yung-jan Martina Hingis 6-3, 7-5                | Ashleigh Barty Casey Dellacqua       | Johanna Konta Heather Watson        | Angelique Kerber Svetlana Kuznetsova Barbora Strýcová Simona Halep |

### Luglio
| Settimana          | Torneo | Campionesse                                      | Finaliste                         | Semifinaliste                         | Eliminate ai quarti                                                        |
| ------------------ | --- | ------------------------------------------------ | --------------------------------- | ------------------------------------- | -------------------------------------------------------------------------- |
| 3 luglio 10 luglio | Torneo di Wimbledon 2017 Londra, Gran Bretagna Grande Slam £14.840.000 - Erba - 128S/128Q/64D/16Q/48X Singolare - Doppio - Doppio misto | Garbiñe Muguruza 7-5, 6-0                        | Venus Williams                    | Magdaléna Rybáriková Johanna Konta    | Svetlana Kuznetsova Coco Vandeweghe Jeļena Ostapenko Simona Halep          |
| 3 luglio 10 luglio | Torneo di Wimbledon 2017 Londra, Gran Bretagna Grande Slam £14.840.000 - Erba - 128S/128Q/64D/16Q/48X Singolare - Doppio - Doppio misto | Ekaterina Makarova Elena Vesnina 6-0, 6-0        | Chan Hao-ching Monica Niculescu   | Magdaléna Rybáriková Johanna Konta    | Svetlana Kuznetsova Coco Vandeweghe Jeļena Ostapenko Simona Halep          |
| 3 luglio 10 luglio | Torneo di Wimbledon 2017 Londra, Gran Bretagna Grande Slam £14.840.000 - Erba - 128S/128Q/64D/16Q/48X Singolare - Doppio - Doppio misto | Jamie Murray Martina Hingis 6-4, 6-4             | Henri Kontinen Heather Watson     | Magdaléna Rybáriková Johanna Konta    | Svetlana Kuznetsova Coco Vandeweghe Jeļena Ostapenko Simona Halep          |
| 17 luglio          | BRD Bucarest Open 2017 Bucarest, Romania WTA International 250 000 $ - Terra rossa - 32S/32Q/16D Singolare - Doppio                     | Irina-Camelia Begu 6-3, 7-5                      | Julia Görges                      | Ana Bogdan Carla Suárez Navarro       | Anastasija Sevastova Alexandra Dulgheru Pauline Parmentier Tatjana Maria   |
| 17 luglio          | BRD Bucarest Open 2017 Bucarest, Romania WTA International 250 000 $ - Terra rossa - 32S/32Q/16D Singolare - Doppio                     | Irina-Camelia Begu Raluca Olaru 6-3, 6-3         | Elise Mertens Demi Schuurs        | Ana Bogdan Carla Suárez Navarro       | Anastasija Sevastova Alexandra Dulgheru Pauline Parmentier Tatjana Maria   |
| 17 luglio          | Ladies Championship Gstaad 2017 Gstaad, Svizzera WTA International 250 000 $ - Terra rossa - 32S/24Q/16D Singolare - Doppio             | Kiki Bertens 6-4, 3-6, 6-1                       | Anett Kontaveit                   | Tereza Martincová Sara Sorribes Tormo | Antonia Lottner Carina Witthöft Tamara Korpatsch Johanna Larsson           |
| 17 luglio          | Ladies Championship Gstaad 2017 Gstaad, Svizzera WTA International 250 000 $ - Terra rossa - 32S/24Q/16D Singolare - Doppio             | Kiki Bertens Johanna Larsson 7–6(4), 4-6, [10-7] | Viktorija Golubic Nina Stojanović | Tereza Martincová Sara Sorribes Tormo | Antonia Lottner Carina Witthöft Tamara Korpatsch Johanna Larsson           |
| 24 luglio          | Swedish Open 2017 Båstad, Svezia WTA International 250 000 $ - Terra rossa - 32S/24Q/16D Singolare - Doppio                             | Kateřina Siniaková 6-3, 6-4                      | Caroline Wozniacki                | Elise Mertens Caroline Garcia         | Kateryna Kozlova Aleksandra Krunić Barbora Krejčíková Anastasija Sevastova |
| 24 luglio          | Swedish Open 2017 Båstad, Svezia WTA International 250 000 $ - Terra rossa - 32S/24Q/16D Singolare - Doppio                             | Quirine Lemoine Arantxa Rus 3-6, 6-3, [10-8]     | María Irigoyen Barbora Krejčíková | Elise Mertens Caroline Garcia         | Kateryna Kozlova Aleksandra Krunić Barbora Krejčíková Anastasija Sevastova |
| 24 luglio          | Jiangxi International Women's Tennis Open 2017 Nanchang, Cina WTA International 250 000 $ - Cemento - 32S/24Q/16D Singolare - Doppio    | Peng Shuai 6-3, 6-2                              | Nao Hibino                        | Wang Yafan Han Xinyun                 | Hsieh Su-wei Lu Jingjing Arina Rodionova Zhu Lin                           |
| 24 luglio          | Jiangxi International Women's Tennis Open 2017 Nanchang, Cina WTA International 250 000 $ - Cemento - 32S/24Q/16D Singolare - Doppio    | Jiang Xinyu Tang Qianhui 6-3, 6-2                | Alla Kudryavtseva Arina Rodionova | Wang Yafan Han Xinyun                 | Hsieh Su-wei Lu Jingjing Arina Rodionova Zhu Lin                           |
| 31 luglio          | Bank of the West Classic 2017 Stanford, Stati Uniti WTA Premier 776 000 $ - Cemento - 28S/16Q/16D Singolare - Doppio                    | Madison Keys 7–6(4), 6-4                         | Coco Vandeweghe                   | Garbiñe Muguruza Catherine Bellis     | Ana Konjuh Lesia Tsurenko Anastasia Pavlyuchenkova Petra Kvitová           |
| 31 luglio          | Bank of the West Classic 2017 Stanford, Stati Uniti WTA Premier 776 000 $ - Cemento - 28S/16Q/16D Singolare - Doppio                    | Abigail Spears Coco Vandeweghe 6-2, 6-3          | Alizé Cornet Alicja Rosolska      | Garbiñe Muguruza Catherine Bellis     | Ana Konjuh Lesia Tsurenko Anastasia Pavlyuchenkova Petra Kvitová           |
| 31 luglio          | Citi Open 2017 Washington, Stati Uniti WTA International 250 000 $ - Cemento - 32S/16Q/16D Singolare - Doppio                           | Ekaterina Makarova 3-6, 7–6(2), 6-0              | Julia Görges                      | Océane Dodin Andrea Petković          | Simona Halep Sabine Lisicki Monica Niculescu Bianca Andreescu              |
| 31 luglio          | Citi Open 2017 Washington, Stati Uniti WTA International 250 000 $ - Cemento - 32S/16Q/16D Singolare - Doppio                           | Shūko Aoyama Renata Voráčová 6-3, 6-2            | Eugenie Bouchard Sloane Stephens  | Océane Dodin Andrea Petković          | Simona Halep Sabine Lisicki Monica Niculescu Bianca Andreescu              |

### Agosto
| Settimana             | Torneo | Campionesse                                   | Finaliste                         | Semifinaliste                     | Eliminate ai quarti                                               |
| --------------------- | --- | --------------------------------------------- | --------------------------------- | --------------------------------- | ----------------------------------------------------------------- |
| 7 agosto              | Canadian Open 2017 Toronto, Canada WTA Premier 5 2 735 139 $ - Cemento - 56S/48Q/28D Singolare - Doppio                  | Elina Svitolina 6-4, 6-0                      | Caroline Wozniacki                | Sloane Stephens Simona Halep      | Karolína Plíšková Lucie Šafářová Garbiñe Muguruza Caroline Garcia |
| 7 agosto              | Canadian Open 2017 Toronto, Canada WTA Premier 5 2 735 139 $ - Cemento - 56S/48Q/28D Singolare - Doppio                  | Ekaterina Makarova Elena Vesnina 6-0, 6-4     | Anna-Lena Grönefeld Květa Peschke | Sloane Stephens Simona Halep      | Karolína Plíšková Lucie Šafářová Garbiñe Muguruza Caroline Garcia |
| 14 agosto             | Cincinnati Open 2017 Cincinnati, Stati Uniti WTA Premier 5 2 836 904 $ - Cemento - 56S/48Q/28D Singolare - Doppio        | Garbiñe Muguruza 6-0, 6-1                     | Simona Halep                      | Karolína Plíšková Sloane Stephens | Caroline Wozniacki Svetlana Kuznetsova Julia Görges Johanna Konta |
| 14 agosto             | Cincinnati Open 2017 Cincinnati, Stati Uniti WTA Premier 5 2 836 904 $ - Cemento - 56S/48Q/28D Singolare - Doppio        | Chan Yung-jan Martina Hingis 4-6, 6-4, [10-7] | Hsieh Su-wei Monica Niculescu     | Karolína Plíšková Sloane Stephens | Caroline Wozniacki Svetlana Kuznetsova Julia Görges Johanna Konta |
| 21 agosto             | Connecticut Open 2017 New Haven, Stati Uniti WTA Premier 753 000 $ - Cemento - 30S/48Q/16D Singolare - Doppio            | Daria Gavrilova 4-6, 6-3, 6-4                 | Dominika Cibulková                | Agnieszka Radwańska Elise Mertens | Peng Shuai Kirsten Flipkens Zhang Shuai Anastasia Pavlyuchenkova  |
| 21 agosto             | Connecticut Open 2017 New Haven, Stati Uniti WTA Premier 753 000 $ - Cemento - 30S/48Q/16D Singolare - Doppio            | Gabriela Dabrowski Xu Yifan 3-6, 6-3, [10-8]  | Ashleigh Barty Casey Dellacqua    | Agnieszka Radwańska Elise Mertens | Peng Shuai Kirsten Flipkens Zhang Shuai Anastasia Pavlyuchenkova  |
| 28 agosto 4 settembre | US Open 2017 New York, Stati Uniti Grand Slam 23 947 000 $ - Cemento 128S/128Q/64D/32X Singolare - Doppio - Doppio misto | Sloane Stephens 6-3, 6-0                      | Madison Keys                      | Coco Vandeweghe Venus Williams    | Karolína Plíšková Kaia Kanepi Petra Kvitová Anastasija Sevastova  |
| 28 agosto 4 settembre | US Open 2017 New York, Stati Uniti Grand Slam 23 947 000 $ - Cemento 128S/128Q/64D/32X Singolare - Doppio - Doppio misto | Chan Yung-jan Martina Hingis 6-3, 6-2         | Lucie Hradecká Kateřina Siniaková | Coco Vandeweghe Venus Williams    | Karolína Plíšková Kaia Kanepi Petra Kvitová Anastasija Sevastova  |
| 28 agosto 4 settembre | US Open 2017 New York, Stati Uniti Grand Slam 23 947 000 $ - Cemento 128S/128Q/64D/32X Singolare - Doppio - Doppio misto | Jamie Murray Martina Hingis 6-1, 4-6, [10-8]  | Michael Venus Chan Hao-ching      | Coco Vandeweghe Venus Williams    | Karolína Plíšková Kaia Kanepi Petra Kvitová Anastasija Sevastova  |

### Settembre
| Settimana    | Torneo | Campionesse                                         | Finaliste                          | Semifinaliste                     | Eliminate ai quarti                                                   |
| ------------ | --- | --------------------------------------------------- | ---------------------------------- | --------------------------------- | --------------------------------------------------------------------- |
| 11 settembre | Coupe Banque Nationale 2017 Québec, Canada WTA International 250 000 $ - Sintetico indoor - 32S/24Q/16D Singolare - Doppio    | Alison Van Uytvanck 5-7, 6-4, 6-1                   | Tímea Babos                        | Lucie Šafářová Tatjana Maria      | Lucie Hradecká Françoise Abanda Sachia Vickery Caroline Dolehide      |
| 11 settembre | Coupe Banque Nationale 2017 Québec, Canada WTA International 250 000 $ - Sintetico indoor - 32S/24Q/16D Singolare - Doppio    | Tímea Babos Andrea Hlaváčková 6-3, 6-1              | Bianca Andreescu Carson Branstine  | Lucie Šafářová Tatjana Maria      | Lucie Hradecká Françoise Abanda Sachia Vickery Caroline Dolehide      |
| 11 settembre | Japan Women's Open Tennis 2017 Tokyo, Giappone WTA International 250 000 $ - Cemento - 32S/32Q/16D Singolare - Doppio         | Zarina Diyas 6-2, 7-5                               | Miyu Katō                          | Jana Fett Christina McHale        | Wang Qiang Aleksandra Krunić Elise Mertens Yulia Putintseva           |
| 11 settembre | Japan Women's Open Tennis 2017 Tokyo, Giappone WTA International 250 000 $ - Cemento - 32S/32Q/16D Singolare - Doppio         | Shūko Aoyama Yang Zhaoxuan 6-0, 2-6, [10-5]         | Monique Adamczak Storm Sanders     | Jana Fett Christina McHale        | Wang Qiang Aleksandra Krunić Elise Mertens Yulia Putintseva           |
| 18 settembre | Toray Pan Pacific Open 2017 Tokyo, Giappone WTA Premier 1 000 000 $ - Cemento - 28S/32Q/16D Singolare - Doppio                | Caroline Wozniacki 6-0, 7-5                         | Anastasia Pavlyuchenkova           | Garbiñe Muguruza Angelique Kerber | Caroline Garcia Dominika Cibulková Barbora Strýcová Karolína Plíšková |
| 18 settembre | Toray Pan Pacific Open 2017 Tokyo, Giappone WTA Premier 1 000 000 $ - Cemento - 28S/32Q/16D Singolare - Doppio                | Andreja Klepač María José Martínez Sánchez 6-3, 6-2 | Daria Gavrilova Daria Kasatkina    | Garbiñe Muguruza Angelique Kerber | Caroline Garcia Dominika Cibulková Barbora Strýcová Karolína Plíšková |
| 18 settembre | Korea Open 2017 Seul, Corea del Sud WTA International 250 000 $ - Cemento - 32S/32Q/16D Singolare - Doppio                    | Jeļena Ostapenko 6(5)–7, 6-1, 6-4                   | Beatriz Haddad Maia                | Luksika Kumkhum Richèl Hogenkamp  | Verónica Cepede Royg Sorana Cîrstea Sara Sorribes Tormo Priscilla Hon |
| 18 settembre | Korea Open 2017 Seul, Corea del Sud WTA International 250 000 $ - Cemento - 32S/32Q/16D Singolare - Doppio                    | Kiki Bertens Johanna Larsson 6-4, 6-1               | Luksika Kumkhum Peangtarn Plipuech | Luksika Kumkhum Richèl Hogenkamp  | Verónica Cepede Royg Sorana Cîrstea Sara Sorribes Tormo Priscilla Hon |
| 18 settembre | Guangzhou International Women's Open 2017 Canton, Cina WTA International 250 000 $ - Cemento - 32S/24Q/16D Singolare - Doppio | Zhang Shuai 6-2, 3-6, 6-2                           | Aleksandra Krunić                  | Yanina Wickmayer Evgeniya Rodina  | Alizé Cornet Rebecca Peterson Lizette Cabrera Kateryna Kozlova        |
| 18 settembre | Guangzhou International Women's Open 2017 Canton, Cina WTA International 250 000 $ - Cemento - 32S/24Q/16D Singolare - Doppio | Elise Mertens Demi Schuurs 6-2, 6-3                 | Monique Adamczak Storm Sanders     | Yanina Wickmayer Evgeniya Rodina  | Alizé Cornet Rebecca Peterson Lizette Cabrera Kateryna Kozlova        |
| 25 settembre | Dongfeng Motor Wuhan Open 2017 Wuhan, Cina WTA Premier 5 2 666 000 $ - Cemento - 56S/32Q/16D Singolare - Doppio               | Caroline Garcia 6(3)–7, 7–6(4), 6-2                 | Ashleigh Barty                     | Jeļena Ostapenko Maria Sakkarī    | Garbiñe Muguruza Karolína Plíšková Alizé Cornet Ekaterina Makarova    |
| 25 settembre | Dongfeng Motor Wuhan Open 2017 Wuhan, Cina WTA Premier 5 2 666 000 $ - Cemento - 56S/32Q/16D Singolare - Doppio               | Chan Yung-jan Martina Hingis 7–6(5), 3-6, [10-4]    | Shūko Aoyama Yang Zhaoxuan         | Jeļena Ostapenko Maria Sakkarī    | Garbiñe Muguruza Karolína Plíšková Alizé Cornet Ekaterina Makarova    |
| 25 settembre | Tashkent Open 2017 Tashkent, Uzbekistan WTA International 250 000 $ - Cemento - 32S/16Q/16D Singolare - Doppio                | Kateryna Bondarenko 6-4, 6-4                        | Tímea Babos                        | Vera Zvonarëva Aryna Sabalenka    | Kurumi Nara Aleksandra Krunić Kateryna Kozlova Stefanie Vögele        |
| 25 settembre | Tashkent Open 2017 Tashkent, Uzbekistan WTA International 250 000 $ - Cemento - 32S/16Q/16D Singolare - Doppio                | Tímea Babos Andrea Hlaváčková 7-5, 6-4              | Nao Hibino Oksana Kalashnikova     | Vera Zvonarëva Aryna Sabalenka    | Kurumi Nara Aleksandra Krunić Kateryna Kozlova Stefanie Vögele        |

### Ottobre
| Settimana  | Torneo | Campionesse                                          | Finaliste                         | Semifinaliste                            | Eliminate ai quarti |
| ---------- | --- | ---------------------------------------------------- | --------------------------------- | ---------------------------------------- | --- |
| 2 ottobre  | China Open 2017 Pechino, Cina WTA Premier Mandatory $6 289 521 - Cemento - 61S/32Q/28D Singolare - Doppio                      | Caroline Garcia 6-4, 7–6(3)                          | Simona Halep                      | Petra Kvitová Jeļena Ostapenko           | Barbora Strýcová Elina Svitolina Sorana Cîrstea Daria Kasatkina                                                                                          |
| 2 ottobre  | China Open 2017 Pechino, Cina WTA Premier Mandatory $6 289 521 - Cemento - 61S/32Q/28D Singolare - Doppio                      | Chan Yung-jan Martina Hingis 6-1, 6-4                | Tímea Babos Andrea Hlaváčková     | Petra Kvitová Jeļena Ostapenko           | Barbora Strýcová Elina Svitolina Sorana Cîrstea Daria Kasatkina                                                                                          |
| 9 ottobre  | Tianjin Open 2017 Tientsin, Cina WTA International $500 000 - Cemento - 32S/24Q/16D Singolare - Doppio                         | Marija Šarapova 7-5, 7–6(8)                          | Aryna Sabalenka                   | Peng Shuai Sara Errani                   | Stefanie Vögele Sara Sorribes Tormo Christina McHale Zhu Lin                                                                                             |
| 9 ottobre  | Tianjin Open 2017 Tientsin, Cina WTA International $500 000 - Cemento - 32S/24Q/16D Singolare - Doppio                         | Irina-Camelia Begu Sara Errani 6-4, 6-3              | Dalila Jakupovič Nina Stojanović  | Peng Shuai Sara Errani                   | Stefanie Vögele Sara Sorribes Tormo Christina McHale Zhu Lin                                                                                             |
| 9 ottobre  | Hong Kong Open 2017 Hong Kong, Cina WTA International $250 000 - Cemento - 32S/24Q/16D Singolare - Doppio                      | Anastasija Pavljučenkova 5-7, 6-3, 7–6(3)            | Daria Gavrilova                   | Jennifer Brady Wang Qiang                | Nicole Gibbs Lizette Cabrera Samantha Stosur Naomi Ōsaka                                                                                                 |
| 9 ottobre  | Hong Kong Open 2017 Hong Kong, Cina WTA International $250 000 - Cemento - 32S/24Q/16D Singolare - Doppio                      | Chan Hao-ching Chan Yung-jan 6-1, 6-1                | Lu Jiajing Wang Qiang             | Jennifer Brady Wang Qiang                | Nicole Gibbs Lizette Cabrera Samantha Stosur Naomi Ōsaka                                                                                                 |
| 9 ottobre  | Upper Austria Ladies Linz 2017 Linz, Austria WTA International $250 000 - Cemento indoor - 32S/32Q/16D Singolare - Doppio      | Barbora Strýcová 6-4, 6-1                            | Magdaléna Rybáriková              | Viktorija Golubic Mihaela Buzărnescu     | Sorana Cîrstea Johanna Larsson Belinda Bencic Tatjana Maria                                                                                              |
| 9 ottobre  | Upper Austria Ladies Linz 2017 Linz, Austria WTA International $250 000 - Cemento indoor - 32S/32Q/16D Singolare - Doppio      | Kiki Bertens Johanna Larsson 4-6, 6-2, [10-7]        | Anna-Lena Grönefeld Květa Peschke | Viktorija Golubic Mihaela Buzărnescu     | Sorana Cîrstea Johanna Larsson Belinda Bencic Tatjana Maria                                                                                              |
| 16 ottobre | Kremlin Cup 2017 Mosca, Russia WTA Premier $790 208 - Cemento indoor - 28S/32Q/16D Singolare - Doppio                          | Julia Görges 6-1, 6-2                                | Daria Kasatkina                   | Irina-Camelia Begu Natalia Vikhlyantseva | Aliaksandra Sasnovich Vera Lapko Alizé Cornet Lesia Tsurenko                                                                                             |
| 16 ottobre | Kremlin Cup 2017 Mosca, Russia WTA Premier $790 208 - Cemento indoor - 28S/32Q/16D Singolare - Doppio                          | Tímea Babos Andrea Hlaváčková 6-2, 3-6, [10-3]       | Nicole Melichar Anna Smith        | Irina-Camelia Begu Natalia Vikhlyantseva | Aliaksandra Sasnovich Vera Lapko Alizé Cornet Lesia Tsurenko                                                                                             |
| 16 ottobre | BGL Luxembourg Open 2017 Lussemburgo, Lussemburgo WTA International $250 000 - Cemento indoor - 32S/32Q/16D Singolare - Doppio | Carina Witthöft 6-3, 7-5                             | Mónica Puig                       | Elise Mertens Pauline Parmentier         | Naomi Broady Heather Watson Johanna Larsson Kiki Bertens                                                                                                 |
| 16 ottobre | BGL Luxembourg Open 2017 Lussemburgo, Lussemburgo WTA International $250 000 - Cemento indoor - 32S/32Q/16D Singolare - Doppio | Lesley Kerkhove Lidzija Marozava 6(4)–7, 6-4, [10-6] | Eugenie Bouchard Kirsten Flipkens | Elise Mertens Pauline Parmentier         | Naomi Broady Heather Watson Johanna Larsson Kiki Bertens                                                                                                 |
| 23 ottobre | WTA Finals 2017 Singapore Torneo di fine anno $7 000 000 - Cemento indoor - 8S (RR)/8D Singolare - Doppio                      | Caroline Wozniacki 6-4, 6-4                          | Venus Williams                    | Karolína Plíšková Caroline Garcia        | Round Robin Gruppo rosso Elina Svitolina Simona Halep Gruppo bianco Garbiñe Muguruza Jeļena Ostapenko                                                    |
| 23 ottobre | WTA Finals 2017 Singapore Torneo di fine anno $7 000 000 - Cemento indoor - 8S (RR)/8D Singolare - Doppio                      | Tímea Babos Andrea Hlaváčková 4-6, 6-4, [10-5]       | Kiki Bertens Johanna Larsson      | Karolína Plíšková Caroline Garcia        | Round Robin Gruppo rosso Elina Svitolina Simona Halep Gruppo bianco Garbiñe Muguruza Jeļena Ostapenko                                                    |
| 30 ottobre | WTA Elite Trophy 2017 Zhuhai, Cina Torneo di fine anno $2 280 935 - Cemento indoor - 12S (RR)/6D (RR) Singolare - Doppio       | Julia Görges 7-5, 6-1                                | Coco Vandeweghe                   | Ashleigh Barty Anastasija Sevastova      | Round Robin Magdaléna Rybáriková Kristina Mladenovic Peng Shuai Elena Vesnina Barbora Strýcová Sloane Stephens Anastasia Pavlyuchenkova Angelique Kerber |
| 30 ottobre | WTA Elite Trophy 2017 Zhuhai, Cina Torneo di fine anno $2 280 935 - Cemento indoor - 12S (RR)/6D (RR) Singolare - Doppio       | Duan Yingying Han Xinyun 6-2, 6-1                    | Lu Jingjing Zhang Shuai           | Ashleigh Barty Anastasija Sevastova      | Round Robin Magdaléna Rybáriková Kristina Mladenovic Peng Shuai Elena Vesnina Barbora Strýcová Sloane Stephens Anastasia Pavlyuchenkova Angelique Kerber |

### Novembre
| Settimana   | Torneo                                                    | Campionesse     | Finaliste   | Semifinaliste | Eliminate ai quarti |
| ----------- | --------------------------------------------------------- | --------------- | ----------- | ------------- | ------------------- |
| 11 novembre | Fed Cup 2017 - Finale Minsk, Bielorussia - Cemento indoor | Stati Uniti 3-2 | Bielorussia |               |                     |

## Distribuzione punti
| Descrizione                | W     | F     | SF   | QF                                                                        | R16                                                                       | R32                                                                       | R64                                                                       | R128                                                                      | QLFR                                                                      | Q3                                                                        | Q2 | Q1 |
| -------------------------- | ----- | ----- | ---- | ------------------------------------------------------------------------- | ------------------------------------------------------------------------- | ------------------------------------------------------------------------- | ------------------------------------------------------------------------- | ------------------------------------------------------------------------- | ------------------------------------------------------------------------- | ------------------------------------------------------------------------- | -- | -- |
| Grand Slam (S)             | 2000  | 1300  | 780  | 430                                                                       | 240                                                                       | 130                                                                       | 70                                                                        | 10                                                                        | 40                                                                        | 30                                                                        | 20 | 2  |
| Grand Slam (D)             | 2000  | 1300  | 780  | 430                                                                       | 240                                                                       | 130                                                                       | 10                                                                        | -                                                                         | 40                                                                        | -                                                                         | -  | -  |
| WTA Finals (S)             | 1500* | 1080* | 750* | (250 per ogni match del girone vinto 125 per ogni match del girone perso) | (250 per ogni match del girone vinto 125 per ogni match del girone perso) | (250 per ogni match del girone vinto 125 per ogni match del girone perso) | (250 per ogni match del girone vinto 125 per ogni match del girone perso) | (250 per ogni match del girone vinto 125 per ogni match del girone perso) | (250 per ogni match del girone vinto 125 per ogni match del girone perso) | (250 per ogni match del girone vinto 125 per ogni match del girone perso) | -  | -  |
| WTA Finals (D)             | 1500  | 1050  | 690  | 460                                                                       | -                                                                         | -                                                                         | -                                                                         | -                                                                         | -                                                                         | -                                                                         | -  | -  |
| Premier Mandatory (96S)    | 1000  | 650   | 390  | 215                                                                       | 120                                                                       | 65                                                                        | 35                                                                        | 10                                                                        | 30                                                                        | -                                                                         | 20 | 2  |
| Premier Mandatory (64S)    | 1000  | 650   | 390  | 215                                                                       | 120                                                                       | 65                                                                        | 10                                                                        | -                                                                         | 30                                                                        | -                                                                         | 20 | 2  |
| Premier Mandatory (28/32D) | 1000  | 650   | 390  | 215                                                                       | 120                                                                       | 10                                                                        | -                                                                         | -                                                                         | -                                                                         | -                                                                         | -  | -  |
| Premier 5 (56S)            | 900   | 585   | 350  | 190                                                                       | 105                                                                       | 60                                                                        | 1                                                                         | -                                                                         | 30                                                                        | 22                                                                        | 15 | 1  |
| Premier 5 (28D)            | 900   | 585   | 350  | 190                                                                       | 105                                                                       | 1                                                                         | -                                                                         | -                                                                         | -                                                                         | -                                                                         | -  | -  |
| WTA Elite Trophy           | 700*  | 440*  | 240* | (80 per ogni match del girone vinto 40 per ogni match del girone perso)   | (80 per ogni match del girone vinto 40 per ogni match del girone perso)   | (80 per ogni match del girone vinto 40 per ogni match del girone perso)   | (80 per ogni match del girone vinto 40 per ogni match del girone perso)   | (80 per ogni match del girone vinto 40 per ogni match del girone perso)   | (80 per ogni match del girone vinto 40 per ogni match del girone perso)   | (80 per ogni match del girone vinto 40 per ogni match del girone perso)   | -  | -  |
| Premier (56S)              | 470   | 305   | 185  | 100                                                                       | 55                                                                        | 30                                                                        | 1                                                                         | -                                                                         | 25                                                                        | -                                                                         | 13 | 1  |
| Premier (32S)              | 470   | 305   | 185  | 100                                                                       | 55                                                                        | 1                                                                         | -                                                                         | -                                                                         | 25                                                                        | 18                                                                        | 13 | 1  |
| Premier (16D)              | 470   | 305   | 185  | 100                                                                       | 1                                                                         | -                                                                         | -                                                                         | -                                                                         | -                                                                         | -                                                                         | -  | -  |
| International (32S-32Q)    | 280   | 180   | 110  | 60                                                                        | 30                                                                        | 1                                                                         | -                                                                         | -                                                                         | 18                                                                        | 14                                                                        | 10 | 1  |
| International (32S-24/16Q) | 280   | 180   | 110  | 60                                                                        | 30                                                                        | 1                                                                         | -                                                                         | -                                                                         | 18                                                                        | -                                                                         | 12 | 1  |
| International (16D)        | 280   | 180   | 110  | 60                                                                        | 1                                                                         | -                                                                         | -                                                                         | -                                                                         | -                                                                         | -                                                                         | -  | -  |

- Quota punti vinta con nessuna partita persa nel round robin.

## Ranking a fine anno
Nella tabella riportata sono presenti le prime dieci tenniste a fine stagione.

### Singolare
| #   | Giocatrice         | Punti | Rank. 2016 | /  |
| 1.  | Simona Halep       | 6.175 | 4          | 3  |
| 2.  | Garbiñe Muguruza   | 6.135 | 7          | 5  |
| 3.  | Caroline Wozniacki | 6.015 | 19         | 16 |
| 4.  | Karolína Plíšková  | 5.730 | 6          | 2  |
| 5.  | Venus Williams     | 5.597 | 17         | 12 |
| 6.  | Elina Svitolina    | 5.500 | 14         | 8  |
| 7.  | Jeļena Ostapenko   | 5.010 | 44         | 37 |
| 8.  | Caroline Garcia    | 4.420 | 23         | 15 |
| 9.  | Johanna Konta      | 3.610 | 10         | 1  |
| 10. | CoCo Vandeweghe    | 3.258 | 37         | 27 |

Nel corso della stagione cinque giocatrici hanno occupato la prima posizione:
- Kerber = fine 2016 – 29 gennaio 2017
- S. Williams = 30 gennaio – 19 marzo
- Kerber = 20 marzo – 23 aprile
- S. Williams = 24 aprile – 14 maggio
- Kerber = 15 maggio – 16 luglio
- Pliskova = 17 luglio – 10 settembre
- Muguruza = 11 settembre – 8 ottobre
- Halep = 9 ottobre – fine anno

### Doppio
| #   | Giocatrice                | Punti  | Rank. 2016 | /       |
| 1.  | Latisha Chan              | 10.130 | 12         | 11      |
| 1.  | Martina Hingis            | 10.130 | 4          | 3       |
| 3.  | Ekaterina Makarova        | 7.320  | 8          | 4       |
| 3.  | Elena Vesnina             | 7.320  | 7          | 4       |
| 5.  | Andrea Sestini Hlaváčková | 6.885  | 9          | 4       |
| 6.  | Lucie Šafářová            | 6.800  | 6          | Stabile |
| 7.  | Tímea Babos               | 5.600  | 15         | 8       |
| 8.  | Bethanie Mattek-Sands     | 5.591  | 5          | 3       |
| 9.  | Peng Shuai                | 4.890  | 44         | 35      |
| 10. | Casey Dellacqua           | 4.715  | 273        | 263     |

Nel corso della stagione cinque giocatrici hanno occupato la prima posizione:
- Mirza = fine 2016 – 8 gennaio 2017
- Mattek-Sands = 9 gennaio – 20 agosto
- Safarova = 21 agosto – 1º ottobre
- Hingis = 2 ottobre – 22 ottobre
- Hingis /  Chan = 23 ottobre – fine anno